# كريس لين
كريس لين (10 أبريل 1990 في أستراليا - ) (بالإنجليزية: Chris Lynn)‏ هو لاعب كريكت أسترالي. شارك مع منتخب أستراليا الوطني للكريكت. أما مع النوادي، فقد لعب مع Brisbane Heat ‏ وكلكتا نايت رايدرز وDeccan Chargers ‏ وصن رايزرز حيدر آباد وفريق كوينسلاند للكريكت ‏.

## وصلات خارجية
- كريس لين على موقع إي آس بي آن كريك إنفو (الإنجليزية)